# خزش مبتنی بر نفوذ
خزش مبتنی بر نفوذ (Diffusion creep) به تغییر شکل مواد بلوری از طریق نفوذ حفرات در شبکه بلوری آنها اشاره دارد. این نوع از خزش باعث شکست ترد نمی‌شود؛ بلکه منجر به تغییر شکل پلاستیک یک ماده می‌شود.
خزش مبتنی بر نفوذ نسبت به سایر مکانیزم‌های تغییر شکل وابستگی بیشتری به دما دارد. این پدیده در دماهای همولوگ بالا (یعنی در حدود یک دهم دمای مطلق نقطه ذوب ماده) اهمیت ویژه‌ای پیدا می‌کند. خزش مبتنی بر نفوذ به دلیل جابجایی نقص‌های بلوری به ویژه حفرات در شبکه بلوری ماده  رخ می‌دهد، به گونه‌ای که وقتی که بلور در یک جهت بیشتر از جهت دیگر تحت فشار قرار گرفته است. نقص‌ها به سمت وجوه بلور در امتداد جهت فشار حرکت می‌کنند و باعث انتقال خالص جرم می‌شوند که اندازه بلور را در جهت فشار حداکثر کوتاه‌تر می‌کند. جابه‌جایی نقص کریستال‌ها تا حد زیادی به دلیل وجود حفراتی است که مهاجرت آن‌ها برابر انتقال خالص جرم در جهت مخالف است.

در این ویدیو نفوذ حفرات نشان داده شده است که از عوامل اصلی خرش و تغییر شکل پلاستیک در مواد به‌شمار می‌رود.

## نقش حفرات در تغییر شکل مواد کریستالی
مواد با ساختارهای کریستالی در مقیاس میکروسکوپی تقریباً هیچ‌گاه بدون نقص نیستند. برخی از موقعیت‌های اتمی در شبکه بلوری ممکن است توسط نقص‌های نقطه‌های مانند ذرات بین‌نشینی یا ذرات جانشینی اشغال شوند. حفرات را می‌توان به عنوان گونه‌های شیمیایی مستقل یا بخشی از یک ترکیب شیمیایی در نظر گرفت. این حفرات را می‌توان با استفاده از اصول تعادل فازی ناهمگن تحلیل کرد. تعداد حفرات همچنین می‌تواند تحت اثر ناخالصی‌های شیمیایی موجود در شبکه بلوری قرار بگیرد، به ویژه اگر حضور این ناخالصی‌ها نیازمند ایجاد حفرات در شبکه بلوری باشد.
یک حفره می‌تواند از طریق ساختار بلوری حرکت کند، زمانی که ذره مجاور به داخل جفره جهش کند، به طوری که جای خالی عملاً یک موقعیت در شبکه بلوری جابه‌جا شود. در این فرایند برخی پیوندها و نیروهای بین مولکولی شکسته می‌شوند و پیوند و نیروهای بین مولکولی جدیدی ایجاد خواهند شد، بنابراین مقدار معینی انرژی فعالسازی برای این فرایند لازم است. حرکت این حفرات در ساختار بلوری با افزایش دما آسان‌تر خواهد شد.

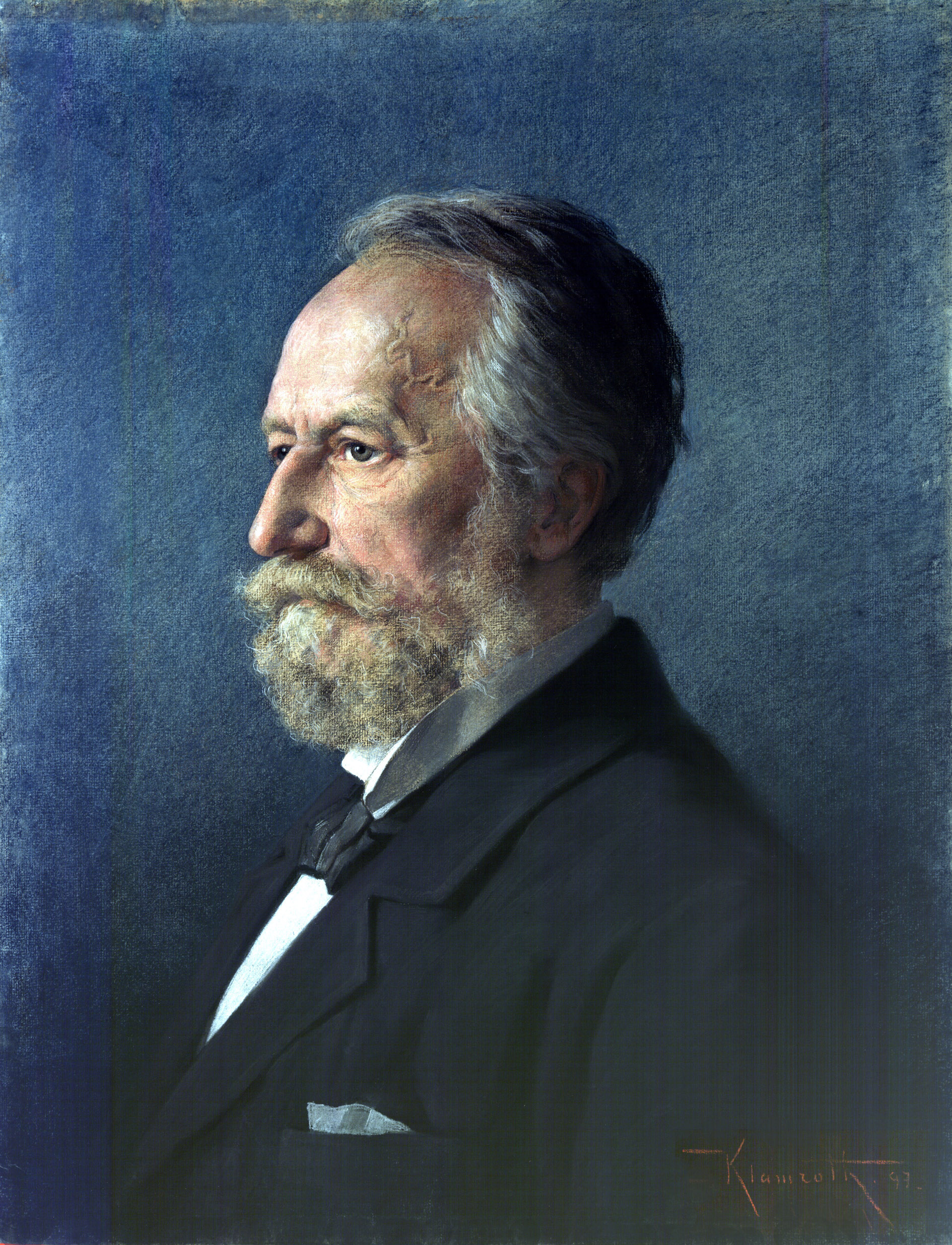
آدولف فیک، کسی که قوانین نفوذ را ارائه کرد

پایدارترین حالت زمانی است که تمام جاهای خالی به‌طور یکنواخت در سراسر بلور توزیع شوند. این اصل بر اساس قانون اول فیک بیان می‌شود.
{\displaystyle j_{x}=-D_{x}\left({\frac {\Delta C}{\Delta x}}\right)}
در اینجا {\displaystyle j_{x}} نشان دهنده شار (جریان) حفره‌ها در راستای x است؛ {\displaystyle D_{x}} یک ثابت مربوط به ماده در آن جهت است، و {\displaystyle \left({\frac {\Delta C}{\Delta x}}\right)} اختلاف غلظت حفرات در آن جهت را نشان می‌دهد. این قانون برای تمام جهات اصلی در فضای سه بعدی (x, y, z) معتبر است، بنابراین x را در این فرمول می‌توان با y یا z جایگزین کرد. نتیجه این خواهد بود که حفرات به‌طور یکنواخت در سراسر بلور توزیع می‌شوند، که در نهایت به بیشینه شدن آنتروپی اختلاط منجر خواهد شد.
زمانی که تنش مکانیکی به یک بلور اعمال شود، حفره‌های جدیدی در سطح عمود بر جهت کمترین تنش اصلی ایجاد می‌شوند. این حفره‌ها شروع به حرکت در راستای صفحات بلوری عمود بر تنش بیشینه می‌کنند.
بر اساس نظریات فعلی، کرنش الاستیک در اطراف یک نقص کریستالی در جهت محور بیشترین فشردگی تفاصلی وجود دارد، کمتر است. این وضعیت یک گرادیان پتانسیل شیمیایی نقص را ایجاد می‌کند که به کرنش شبکه وابسته است. این گرادیان باعث می‌شود نقص‌ها از طریق نفوذ در وجوهی که بیشترین فشردگی را تجربه می‌کنند تجمع یابد.
جریان حفرات معادل جریان ذرات در جهت مخالف است؛ بنابراین، یک ماده بلوری می‌تواند تحت تنش تفاصلی، از طریق حرکت حفره‌ها تغییر شکل دهد. اجزای شیمیایی با تحرک بالا که جایگزین گونه‌های دیگر در شبکه بلوری می‌شوند، می‌توانند باعث انتقال خالص جرم تفاضلی (تفکیک) گونه‌های شیمیایی در داخل بلور خود شوند. این فرایند اغلب منجر به کوتاه‌تر شدن بخش‌هایی از ماده می‌شود که رفتار رئولوژیکی سخت‌تری دارند و تغییر شکل را آسان‌تر می‌کند.

## انواع خزش مبتنی بر نفوذ

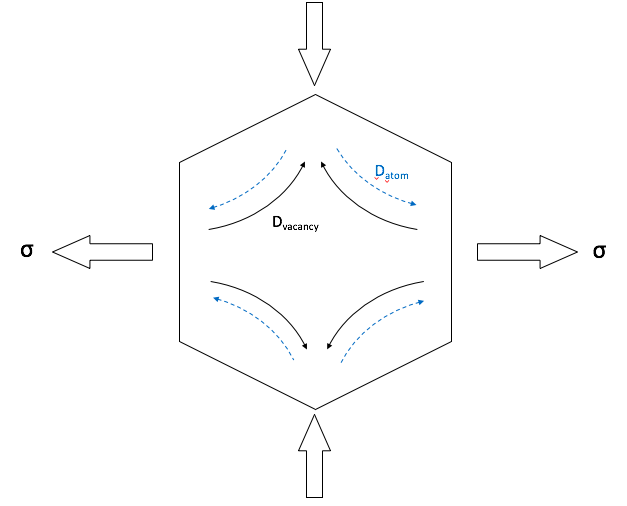
سازوکار خزش مبتنی بر نفوذ نابارو_هیرینگ، در این خزش حفرات از داخل دانه عبور می‌کنند

تصویری از نحوه حرکت اتم‌ها و حفرات روی مرزدانه‌ها تحت عنوان خرش کوبل

نفوذ حفرات در یک بلور می‌تواند به روش‌های متفاوتی انجام شود. هنگامی که حفرات از داخل دانه حرکت می‌کنند، این پدیده تحت عنوان خزش نابارو_هرینگ شناخته می‌شود. روش دیگر حرکت حفرات در امتداد مرزهای دانه است، که به آن خزش کوبل گفته می‌شود.
هنگامی که یک بلور از طریق خزش مبتنی بر نفوذ تغییر شکل می‌دهد تا مشکلات فضایی ناشی از لغزش همزمان حرکت کل دانه‌ها در امتداد مرزهای دانه را جبران کند، این فرایند به عنوان جریان دانه‌ای یا جریان فوق پلاستیک شناخته می‌شود.
خزش نفوذی می‌تواند به‌طور همزمان با انحلال تحت فشار نیز رخ بدهد. انحلال تحت فشار، مانند خزش کوبل، مکانیزمی است که در آن مواد در امتداد مرزهای دانه حرکت می‌کنند. با این تفاوت که در خزش کوبل ذرات از طریق نفوذی به نام نفوذ خشک جابه‌جا می‌شوند، در حالی که در انحلال تحت فشار، این حرکت در حالت محلول انجام می‌شود.

## قوانین جریان در تغییر شکل پلاستیک و خزش نفوذی
هر تغییر شکل پلاستیک در یک ماده را می‌توان با یک فرمول توصیف کرد که در آن نرخ کرنش({\displaystyle {\dot {\epsilon }}}) به تنش تفاضلی ({\displaystyle \sigma })، اندازه دانه (d)، و یک مقدار فعالسازی به شکل یک معادله آرنیوس وابسته است.
{\displaystyle {\dot {\epsilon }}=Ae^{\left({\frac {-Q}{RT}}\right)}\left({\frac {\sigma ^{n}}{d^{m}}}\right)}
در این فرمول A ثابت نفوذ است. Q انرژی فعالسازی مکانیزم، R ثابت گازها، T دمای مطلق بر حسب کلوین و توان‌های m و n به ترتیب اندازه دانه و حساسیت جریان به تنش را نشان می‌دهند. مقادیر A, T، n , m برای هر مکانیزم تغییر شکل متفاوت هستند.
برای خزش مبتنی بر نفوذ، مقدار n معمولاً در حدود یک می‌باشد. مقدار m می‌تواند بین دو (برای خزش نابارو-هرینگ) و سه (برای خزش کوبل) متغیر باشد. این موضوع نشان می‌دهد که خزش کوبل نسبت به اندازه دانهٔ ماده حساس‌تر است: مواد با دانه‌های بزرگ‌تر، نسبت به خزش کوبل کمتر تغییر شکل می‌دهند، در حالی که مواد با دانه‌های کوچک‌تر راحت‌تر تغییر شکل می‌دهند.

## شواهدی برای خزش مبتنی بر نفوذ
شناسایی شواهد واضح و قطعی برای خزش مبتنی بر نفوذ در مواد بلوری در مقیاس میکروسکوپی دشوار است؛ زیرا تعداد کمی از ساختارها به‌طور قطعی به‌عنوان نشانه خزش مبتنی بر نفوذ شناسایی شده‌اند. ماده‌ای که از طریق خزش مبتنی بر نفوذ تغییر شکل یافته باشد، ممکن است دانه‌های تخت‌شده‌ای داشته باشد که دارای جهت‌گیری ترجیحی شکلی (SPO) هستند. دانه‌های هم ابعاد بدون جهت‌گیری ترجیحی شبکه‌ای (LPO) نیز می‌توانند نشان‌دهنده جریان فوق‌پلاستیک باشند. در مواردی که در دماهای بسیار بالا تغییر شکل یافته‌اند، وجود مرزهای دانه‌ای با شکل لوب‌دار ممکن است به‌عنوان شواهدی از خزش نفوذی تلقی شوند.
خزش نفوذی مکانیزمی است که می‌تواند باعث افزایش حجم بلورها شود. اندازه‌های دانه بزرگ‌تر دانه‌ها می‌توانند نشانه‌ای از کارایی بیشتر خزش مبتنی بر نفوذ در یک ماده بلوری باشند.

## مقالات استفاده شده
- Gower, R.J.W & Simson, C. ;1992: Phase boundary mobility in naturally deformed, high-garde quartzofeldspaatic rocks: evidence for diffusion creep, Journal of Structural Geology 14,p. 301_314
- Passchier, C.W. & Trouw, R.A.J. 1988: Microtectonics, Springer ISBN 3-540-58713-6
- Twiss, R.J. & Moores, E.M. , 2000 (6th Edition): Structural Geology, W.H> Freeman & co, ISBN 0-7167-2252-6